# Peltophryne cataulaciceps
Espèce
Synonymes
- Bufo cataulaciceps Schwartz, 1959

Statut de conservation UICN

 EN B1ab(iii) : En danger
Peltophryne cataulaciceps  est une espèce d'amphibiens de la famille des Bufonidae.

## Répartition
Cette espèce est endémique de Cuba. Elle se rencontre sur l'île de la Jeunesse et dans la province de Pinar del Río en dessous de 70 m d'altitude.

## Publication originale
- Schwartz, 1959 : A new species of toad, Bufo cataulaciceps, from the Isla de Pinos and Western Cuba. Proceedings of the Biological Society of Washington, vol. 72, p. 109-120 (texte intégral).